# Número de Hilbert
En matemáticas, el concepto de número de Hilbert, nombrado así en honor de David Hilbert, tiene distintos significados.
En análisis y teoría de números, el número de Hilbert (también conocido como constante de Gelfond-Schneider) es la constante matemática {\displaystyle 2^{\sqrt {2}}}. Está demostrado que es un número trascendente.
En teoría de números, los números de Hilbert se definen como los números positivos de la forma 4n + 1, es decir, los que son congruentes con 1 módulo 4. La sucesión de los números de Hilbert es 1, 5, 9, 13, 17, 21, 25, 29, 33, 37, 41, 45, 49, … (sucesión A016813 en OEIS).
Con esta segunda definición, se definen los números primos de Hilbert como los números de Hilbert que no son divisibles por ningún número de Hilbert más pequeño, salvo el 1. La sucesión de los números primos de Hilbert es 5, 9, 13, 17, 21, 29, 33, 37, 41, 49, ... (A057948). Nótese que los números primos de Hilbert no tienen por qué ser números primos, por ejemplo, 21 es un número de Hilbert pero es un número compuesto. Se puede ver mediante la aritmética módulo 4 que un número primo de Hilbert es, o bien un número primo de la forma 4n + 1 (llamado número primo pitagórico) o bien un semiprimo de la forma (4a + 3) × (4b + 3).